# 二磷化铀
二磷化铀是一种无机化合物，化学式为UP2，它是四方晶体，是铀的磷化物之一。它可由铀和磷在550 °C反应制得。它和铜在950 °C反应，可以得到UCu2P2。